# مانکی، صوابی
مانکی (به انگلیسی: Manki) یک منطقهٔ مسکونی در پاکستان است که در خیبر پختونخوا واقع شده‌است.